# Maybee (Michigan)
Maybee est un village du comté de Monroe, dans l'État du Michigan, aux États-Unis. En 2020, il comptait une population de 545 habitants.